# Ultimate (álbum de Pet Shop Boys)
Ultimate es un álbum recopilatorio de grandes éxitos de la banda británica de música electrónica Pet Shop Boys. Es su tercer álbum de grandes éxitos, lanzado el 1 de noviembre de 2010 por su discográfica de desde hace mucho tiempo Parlophone. El álbum contiene 18 sencillos lanzados anteriormente, en orden cronológico, y una nueva canción ("Together").
Ultimate fue lanzado para celebrar 25 años desde el lanzamiento del primer sencillo de la banda "West End Girls" en CD estándar individual y en configuraciones CD/DVD expandidas. Se ubicó en el #27 del UK Singles Chart el 7 de noviembre de 2010 y en el #50 del European Hot 100 Albums el 20 de noviembre de 2010.
El sencillo "Together" fue lanzado el 24 de octubre de 2010 digitalmente y se lanzó físicamente el 29 de noviembre, conteniendo dos pistas versionadas y una versión extendida de la canción.

## Lista de canciones

### CD y descarga digital
todas las canciones escritas por Neil Tennant y Chris Lowe excepto donde se indique.
1. "West End Girls"
2. "Suburbia"
3. "It's a Sin"
4. "What Have I Done to Deserve This?" (con Dusty Springfield) (Tennant, Lowe, Allee Willis)
5. "Always on My Mind" (Johnny Christopher, Mark James, Wayne Carson)
6. "Heart"
7. "Domino Dancing"
8. "Left to My Own Devices"
9. "Being Boring"
10. "Where the Streets Have No Name (I Can't Take My Eyes Off You)" (Adam Clayton, Bono, Larry Mullen, Jr., The Edge, Bob Crewe, Bob Gaudio)
11. "Go West" (Jacques Morali, Henri Belolo, Victor Willis, Tennant, Lowe)
12. "Before"
13. "Se a vida é (That's the Way Life Is)"
14. "New York City Boy"
15. "Home and Dry"
16. "Miracles" (Tennant, Lowe, Adam F, Dan Stein)
17. "I'm with Stupid"
18. "Love etc." (Tennant, Lowe, Brian Higgins, Miranda Cooper, Parker, Tim Powell)
19. "Together" (Tennant, Lowe, Powell)

### DVD
1. "West End Girls" (Top of the Pops, 15/12/85)
2. "Love Comes Quickly" (Top of the Pops, 20/03/86) (Tennant, Lowe, Stephen Hague)
3. "Opportunities (Let's Make Lots of Money)" (BBC 2's Whistle Test, 29/04/86)
4. "Suburbia" (Top of the Pops, 02/10/86)
5. "It's a Sin" (Top of the Pops, 25/06/87)
6. "Rent" (Top of the Pops, 22/10/87)
7. "Always on My Mind" (Top of the Pops, 10/12/87) (Johnny Christopher, Mark James, Wayne Carson Thompson)
8. "What Have I Done to Deserve This?" (Brit Awards, 08/02/88) (Tennant, Lowe, Allee Willis)
9. "Heart" (BBC 1's Wogan, 30/03/88)
10. "Domino Dancing" (Top of the Pops, 22/09/88)
11. "Left to My Own Devices" (Top of the Pops, 01/12/88)
12. "So Hard" (BBC 1's Wogan, 28/09/90)
13. "Being Boring" (Top of the Pops, 29/11/90)
14. "Can You Forgive Her?" (Top of the Pops, 10/06/93)
15. "Liberation" (Top of the Pops, 07/04/94)
16. "Paninaro '95" (Top of the Pops, 03/08/95)
17. "Se a Vida é (That's the Way Life Is)" (Top of the Pops, 02/12/03)
18. "A Red Letter Day" (Top of the Pops, 28/03/97)
19. "Somewhere" ('Top of the Pops, 04/07/97) (Leonard Bernstein, Stephen Sondheim)
20. "I Don't Know What You Want But I Can't Give It Any More" (Top of the Pops, 30/07/99)
21. "New York City Boy" (Top of the Pops, 08/10/99)
22. "You Only Tell Me You Love Me When You're Drunk" (Top of the Pops, 14/01/00)
23. "Home and Dry" (Top of the Pops, 29/03/02)
24. "I Get Along" (Top of the Pops 2, 17/04/02)
25. "Miracles" (Top of the Pops, 14/11/03)
26. "Flamboyant" (Top of the Pops, 19/03/04)
27. "I'm with Stupid" (Top of the Pops, 23/04/06)
28. En vivo en Glastonbury 2010 (BBC Three 26/06/10)